# ألان لوي
ألان لوي هو سياسي كندي، ولد في 26 يوليو 1961 في فيكتوريا في كندا.